# As (Einheit)

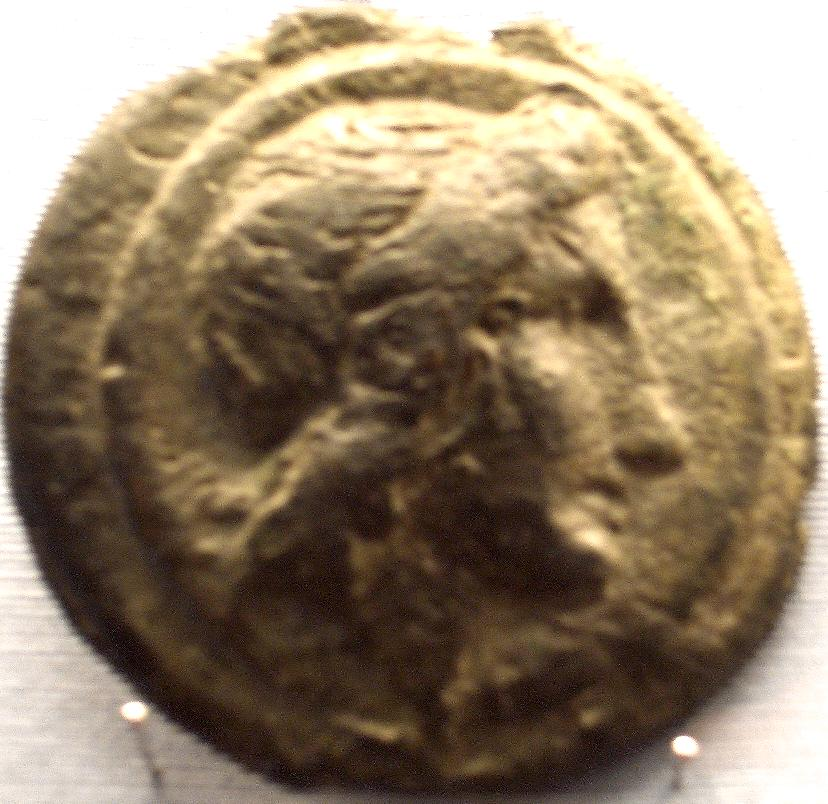
As-Teilstück, republikanisch, ca. 270 v. Chr.

Der As ist das Grundnominal der römischen Währung vor der Denareinführung um 211 v. Chr. Er stand ganz allgemein für einen ganzen Gegenstand, eine Erbschaft (res ex asse), einen Acker oder ein einheitliches Besitztum. Er konnte aber trotzdem auch bei Bedarf oder Notwendigkeit in Zwölftel (in Unzen) geteilt oder auch als „mehrfaches“ Ganzes vorliegen.
Die As war im europäischen Mittelalter und der Frühen Neuzeit außerdem eine kleinste Unterteilung von Mark (Gewicht) und Pfund (siehe z. B. holländische As).

## Entwicklung der Münzeinheit
Wie bei der Entstehung vieler alter Währungen ging die Entwicklung dieser römischen Münze auf eine Gewichtseinheit zurück. Die Urform des nord- und mittelitalienischen As, das aes grave, wog anfangs exakt ein römisches Pfund (libra) und damit etwa 327,45 Gramm. Die ersten runden As-Münzen sollen nach Theodor Mommsen schon 451 v. Chr. durch die Decemviri legibus scribundis, nach Ernst Justus Haeberlin um 338 v. Chr. in den Verkehr gebracht worden sein. Heute geht man eher von etwa 289 v. Chr. aus, was zeitlich mit Errichtung der offiziellen Münzstätte beim Tempel der Göttin Juno Moneta in Rom zu tun haben soll.
Aber schon im Verlauf des 3. Jahrhunderts v. Chr. wurde das „Münz“-Libralpfund um zwei Unzen in Bezug auf das Handelspfund auf rund 273 Gramm in Anpassung an fremde, leichtere Pfund-Münzfüße vermindert. Alle gefundenen frühen As-(Teil-)Münzen weisen relativ große Gewichtsschwankungen von bis zu 30 Prozent auf, was eine Einordnung in eine Münzfußreihe erschwert. Der schwere, runde Münz-As wurde zuerst im 3. Jahrhundert v. Chr im Vollgussverfahren hergestellt, etwa wie ein verziertes Bronzebeil. Aes grave bedeutet frei übersetzt „Schwererz“, wobei aes für Kupfer oder Bronze steht.
Sein ältester Vorläufer, das Aes rude um etwa 1500–400 (300) v. Chr., war noch ein „rudimentärer“, roher Kupfer- oder Bronzegussregulus von etwa 2 bis 2500 g ohne standardisiertes Gewicht und Material und ist wahrscheinlich als Privatgeld anzusehen. Es wurde beim Bezahlen von Waren entsprechend abgewogen bzw. kleinere Teile von einem größeren Stück abgeschlagen und diese zugewogen. Solche Bezahlformen gab es später noch im Mittelalter, z. B. beim Hacksilber oder auch beim Rubel, und sogar noch in Südost-Asien bis ins frühe 20. Jahrhundert – dort allerdings in Form von Silber- oder Goldkörnchen, als Granulat.
Die Zwischenform, das Aes signatum des 4. und 3. Jahrhunderts v. Chr., war schon vom Material her – zumindest bei gleicher Guss-Charge – ein standardisierter Bronzebarren in Ziegelform. Er trug meist beidseitige Abbildungen von Tieren, wie Rind, Schwein, Hühner (was offenbar symbolisch für pecunia (lat.; dt. Vermögen [an Vieh]) stand), oder auch nur Abbildungen ritueller Gegenstände, wie Dreizack, Heroldstab oder Opferschale mit zusätzlichen Ornamenten. Das Aes signatum hatte jedoch noch kein streng einheitliches Gewicht und wog meist mehrere hundert Gramm. Es hatte als Barren noch nicht die übliche runde Münzform. Dieses Aes war durch seine Symbolik wahrscheinlich ein (halb-)staatliches Geldzeichen und Rohmaterial für Waffen oder Gebrauchsgüter in einem.
Als Münzmetall wurden für den As im Laufe der Zeit verschiedene Kupfer- und Bronzelegierungen verwendet.
Während die frühen, runden Aes grave-As-Münzen noch den Gegenwert der getauschten Waren darstellten, also Kurantmünzen waren, sanken sie bereits in der späten Republikzeit langsam zu Kredit- oder Scheidemünzen herab.
Im Laufe der Republikzeit bis in die mittlere Kaiserzeit schrumpften das Gewicht und damit die Größe des As, z. B. bei der am meisten verbreiteten „Januskopf-Prora-Serie“, zu handlicheren Formen zusammen, und zwar über den Libral-, Semilibral- bis hin zum (Semi-)Uncialmünzfuß. Die Motive der frühen, häufigen Prora-Serie waren Götter- und Heroenköpfe, etwa Janus für ein As, Jupiter für 1/2 As, Minerva für 1/3 As, Herkules für 1/4 As, Mercurius für 1/6 As und Roma bzw. Bellona für 1/12 As (= 1 Uncia). Neben den Götterabbildungen war nicht selten auch eine Wertbezeichnung auf der Münze mit abgebildet, so z. B. beim As häufig eine römische Eins (|), beim Semis ein S oder seltener sechs Punkte (******) für sechs Unzen, beim 1/6 As zwei Punkte (**) und beim 1/12 As, der Uncia, ein Punkt (*). Die späteren As-Motive der Kaiserzeit waren dann wie die der Denare gestaltet.
Der As als „Aes grave“ wandelte sich von einer ursprünglich eigenständigen Bronze- bzw. Kupfer-Kurantmünze Nord- und Mittelitaliens der Republikzeit zu einer Scheidemünze innerhalb eines gesamtrömischen – noch anfänglichen – kaiserlichen Gold-Silber-Währungssystems. In der Spätphase der „Aes grave“-Währung, also noch vor der republikanischen Denar-Münzreform, war in den südlichen römischen Provinzen und Sizilien eine – teilweise wohl auch in Rom geprägte – silberne, griechisch beeinflusste Drachmenwährung mit bronzenen Teildrachmenstücken, der Litra (= Libra, Litron), im Umlauf; siehe auch ergänzend Quadrigatus und Victoriatus. Beide Währungssysteme, der nord- und mittelitalienische schwere Kurant-Bronze-As und die leichtere silberne süditalienisch-sizilianische Drachme, verschmolzen bei der republikanischen Denareinführung um etwa 211 v. Chr., nach älteren Autoren schon ab etwa 250 v. Chr., zur neuen republikanischen Denar-As-Währung. Begünstigt wurde dieser Verschmelzungsprozess beider älteren Währungssysteme durch den hohen Kupferbedarf für Kriegsgüter, wie Waffen, so dass Silber nach griechischem Vorbild als Hauptzahlungsmittel auf Grund höherer Wertdichte und damit besserer Handhabbarkeit in Rom endgültig als geeigneter und vorteilhafter erschien. Dieser Prozess lässt sich nicht auf ein Jahr genau datieren, aber es kann angenommen werden, dass alle drei Münzwährungssysteme, die beiden älteren und das neue sowie noch geringe Reste der ganz alten „Aes rude und Aes signatum“-Geldzeichen, viele Jahre parallel im 3. Jahrhundert v. Chr. in und um Rom in Umlauf waren. Um etwa 200 v. Chr. dürfte sich dann aber die neue Denar-As-Kurant-Bimetallwährung auf Silber- und Bronzebasis endgültig durchgesetzt haben. Letztendlich wurde dann nach 27 (13) v. Chr. unter Kaiser Augustus in einer weiteren Währungsreform die Aureus-Denar-As-Währung auf Gold- und Silberbasis eingeführt, wobei der Bronze-As nun endgültig zur Scheidemünze wurde.
Auch die Herstellungstechnik des As änderte sich mit den Gewichts- und Größenreduktionen vom Vollguss- hin zum Prägeverfahren, wobei die relativ schweren As-Schrötlinge (Ronden, Platten) allerdings noch sehr lange Zeit gegossen wurden, was auch für den Denar oder den Aureus galt.
Unter Augustus nahm die As-Münze ihre in der Kaiserzeit gängige Form und Größe (ca. 23–27 mm und rund 10–12 g) an und hatte dann etwa das Gewicht von einer frühen Uncia kurz nach 289 v. Chr.
Der Wert der Münze blieb während des 1. und 2. Jahrhunderts n. Chr. noch recht stabil. So berichtet Sueton, dass man für den Gegenwert von zwei Assen seinen täglichen Lebensunterhalt bestreiten konnte. Auch unterschiedliche Ausprägungen in Form, Gewicht und Münzmetall (Bronze, Messing) beeinflussten ihren Wert als Scheidemünze innerhalb des römischen Reichs nur kaum.
Wie die meisten Münzen der späten römischen Kaiserzeit wurde auch der As Opfer der galoppierenden Inflation. Diese setzte verstärkt schon am Ende des 2. Jahrhunderts n. Chr. parallel zum Verfall des Denars ein. Der As verschwand dann um 275 n. Chr. von der Bildfläche, da der Doppeldenar (Antoninian) in seiner Herstellung und in den Materialkosten mangels ständig geringerer werdenden Silberanteils inzwischen schon billiger als der As war, obwohl nominal 32 Asse ein Antoninian waren. Der Viertel-As, der Quadrans, verschwand schon im 2. Jahrhundert n. Chr.
In einigen römisch-griechischen Städten der Kaiserzeit wurden der kupferne As als Assarion, der Doppel-As als Diassarion, der achtfache As als Oktoassarion und der zehnfache As als Dekaassarion regional begrenzt geprägt und so genannt.
Die Bezeichnung „As(s)“ lebt heute im Namen der höchsten Spielkarte in vielen Kartenspielen weiter.

## As-Wertigkeiten (Republik ab etwa 350 v.Chr. bis Kaiserzeit um 210 n.Chr.)
1. Unterteilung des Kurantmünzen-Asses als „Aes grave“ (= Schwererzmünze) bis kurz vor der Silber-Denar-Einführung um 211 v. Chr. als eigenständige Bronze-Währung zeitlich etwa parallel zur süditalienisch-sizilianischen Drachmen-Litra-Währung, einer Silber-Bronze-Kurantwährung:
- 1 As = 12 Unciae, die Uncia („Zwölftel“, dt. etwa: „Unze“) ist Grundteilung der Nominale As
- 1 As = 6 Sextantes, 1 Sextans („Sechstel“) = 1/6 As = 2 Unciae
- 1 As = 4 Quadrantes, 1 Quadrans („Viertel“) = 1/4 As = 3 Unciae
- 1 As = 3 Trientes, 1 Triens („Drittel“) = 1/3 As = 2 Sextantes = 4 Unciae
- 1 As = 2 Semisses, 1 Semis („Halber“) = 1/2 As = 2 Quadrantes = 6 Unciae

Darüber hinaus gab es noch 2-, 3-, 5- und 10-fache As-(Schwererz-)Münzen in geringer Häufigkeit sowie halbe und seltene Viertel-Unzen.
2. Einteilung des gewichtsmäßig schon reduzierten Kurantmünzen-Asses ab der Silber-Denar-Einführung um 211 v. Chr bis etwa 130 v. Chr., gemeinsam in einer Silber-Bronze-Kurantwährung:
- 1 Denar (Silber) = 2 Quinare (Silber) = 4 Sesterze (Silber) = 10 As (Bronze)

3. Einteilung des Kurantmünzen-Asses nach As-Abwertung (Preis- und Gewichtskorrektur) ab etwa 130 bis 27 v. Chr., gemeinsam in einer Silber-Bronze-Kurantwährung:
- 1 Denar (Silber) = 2 Quinare (Silber) = 4 Sesterze (Silber) = 16 As (Bronze)

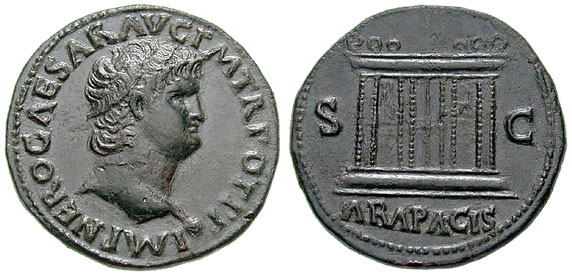
As des Nero (54–68)

4. Einteilung des Scheidemünzen-Asses in die reformierte Münzstückelung des Kaisers Augustus ab etwa 27 v. Chr. in einer anfänglichen Gold-Silber-Kurant-Währung; gültig bis 3. Jahrhundert n. Chr.:
- 1 Aureus (Gold) = 25 Denare (Silber)
- 1 Quinarius aureus = 12 ½ Denare (Silber)
- 1 Denar = 2 Quinare (Silber)
- 1 Quinar = 2 Sesterze (Messing, späte S. auch Bronze)
- 1 Sesterz = 2 Dupondien (Messing, späte D. auch Bronze)
- 1 Dupondius („Doppelter“) = 2 Asses (Bronze/Kupfer)
- 1 As = 2 Semis(-As) (Bronze/Kupfer)
- 1 Semis = 2 Quadran(te)s(-As) (Bronze/Kupfer)
- 1 Quadrans = 2 Octans (nur unter Trajan)

Der silberne Quinar der Republik und auch der Kaiserzeit wurde relativ selten geprägt. Auch Semis und Quadrans waren nicht sehr häufig. Anstelle des seltenen Quadrans wurden vielfach As-Münzen für den kleinen Zahlungsverkehr extra geviertelt, städtische Marken in Münzform oder ausländische Kleinbronzen verwendet. Die frühen sehr seltenen römischen Goldstatere, die römischen 20-, 40- und 60-As-Notgoldmünzen und frühen Aurei von vor 27 v. Chr. lassen sich in ihrem Wert schlecht mit dem As vergleichen und waren aufgrund ihrer Seltenheit wohl auch kaum im täglichen Umlauf. Sie waren eher eine Parallelwährung zur alltäglichen Kurantwährung. Ihr Goldwert wurde höher eingeschätzt, als sie offiziell beim Umwechseln in Silberdenare eingebracht hätten, so dass sie gehortet bzw. nur zur Bezahlung höchstwertiger Waren verwendet wurden.

## Weitere Ableitungen
Daneben kommen auch vor:
- 1 Tressis („Dreifacher“) = 3 Asse
- 1 Quincussis („Fünffaches“) = 5 Asse
- 1 Decussis („Zehnfacher“) = 10 Asse = 5 Dupondien

Weitere Wertteilungen:
- Quincunx („Fünf Unzen“, Bronze) = 5/12 As = 5 Unciae
- Bes = 2/3 As = 2 Trientes = 8 Unciae
- Dodrans = 3/4 As = 3 Quadrantes = 9 Unciae
- Dextans = 5/6 As = 5 Semisses = 10 Unciae

Die Münzen der Drei- und Fünfteilung sind recht selten und dienen als Ausgleichsmünzen zu Fremdwährungen, etwa Decussis, Dextans, Quincussis, Quincunx zur Währung ostitalischer Stämme, deren Münzsystem dezimal geteilt ist.
Uncia (*), Sextans (**), Quadrans (***), Triens (****) und Quincunx (*****) hatten Wertpunkte eingeprägt, die im Bild den heutigen Seiten eines Spielwürfels entsprechen.